# Фермское шоссе
Фе́рмское шоссе — улица в Приморском районе Санкт-Петербурга. Проходит от Поклонногорской улицы до аллеи Юрия Морозова. Шоссе существует с середины XIX века.

## История
В 1802 году английский капитан Александр Давидсон получил разрешение организовать близ Петербурга показательную сельскохозяйственную ферму, для которой были приобретены обширные участки земли у Чёрной речки, в Удельной и Сосновке. Так как управляющими здесь были англичане, это земледельческое хозяйство называли Английской фермой. Ферма не приносила доходов, и её участки в 1811 году распродали с торга частным лицам. С 1832 по 1866 год на части территории бывшей Английской фермы располагалось Удельное земледельческое училище. Земельные угодья и животноводческие помещения училища именовались Удельной фермой (она располагалась примерно там, где сейчас находится дом 12 по Ланскому шоссе) и Новой фермой (названной так по отношению к «старой» Английской ферме).
Ведущая по земельным участкам фермы дорога в середине XIX века получила название Фермского шоссе (иногда шоссе по ошибке именовали Фермерским). Первоначально оно проходило от Ланского шоссе до Скобелевского проспекта. В 1917 году шоссе было продлено от Скобелевского проспекта на север до Поклонногорской улицы. В начале 1960-х годов первый участок магистрали был упразднён. В 2013 году проходящая по Удельному парку бывшая часть шоссе до Шаровой улицы получила имя футболиста и тренера Юрия Морозова.

## Пересечения
- аллея Юрия Морозова
- улица Аккуратова
- Скобелевский проспект
- Поклонногорская улица

## Здания и достопримечательности
- дом 21 — здание администрации Удельного парка.
- дома 30—36 — комплекс зданий бывшего Удельного земледельческого училища с парком — ныне психиатрической больницы № 3 им. И. И. Скворцова-Степанова. В 1870 году здесь был основан дом призрения душевнобольных, учреждённый цесаревичем Александром Александровичем. В 1885 году рядом открылась Петербургская городская больница для душевнобольных во имя великомученика и целителя Пантелеймона. В 1919 году были объединены в Удельнинскую психиатрическую больницу, которой в 1931 году было присвоено имя большевика И. И. Скворцова-Степанова. Комплекс зданий построен по проектам архитекторов И. В. Штрома и Г. И. Люцедарского. Комплекс зданий с парком является памятником архитектуры регионального значения. В 2010 году губернатор Петербурга В. И. Матвиенко обратилась в министерство культуры с просьбой снять охранный статус с 11 памятников, в том числе и с бывшего Удельного земледельческого училища с парком. Планировалось, что в течение шести лет на их месте будут построены апарт-отель и торговый комплекс[3][4]. В мае 2020 года одноэтажное здание бывшего учебного корпуса Удельного земледельческого училища 1834 года постройки было продано на торгах частному лицу[5].  781620666740005
- Удельный парк
- Удельный рынок
- Церковь во имя Воскресения Христова (утрачена в 2003 году)